# Mercado de Jokkmokk
		
O Mercado de Jokkmokk (em sueco:  Jokkmokks marknad;  ouça a pronúncia de Jokkmokk) é um mercado de inverno na cidade de Jokkmokk, na província histórica da Lapónia, na Suécia.
É realizado anualmente na primeira quinta-feira a sábado no mês de fevereiro, desde 1605, atraindo atualmente umas 50 000 pessoas. A temperatura da época ronda os 25 graus negativos, e o mercado proporciona corridas de renas e uns 500 pontos de venda.

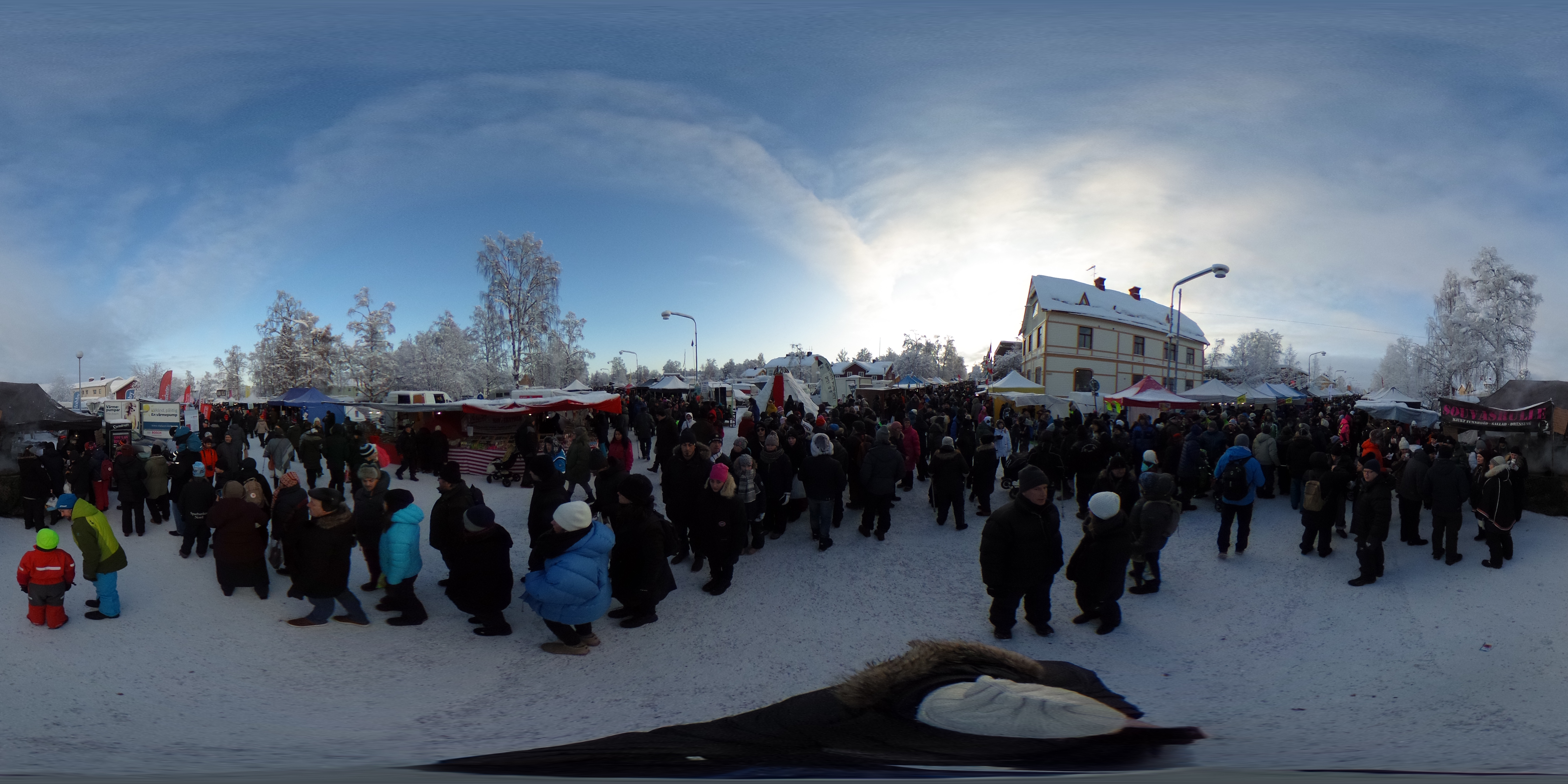
O mercado e os visitantes
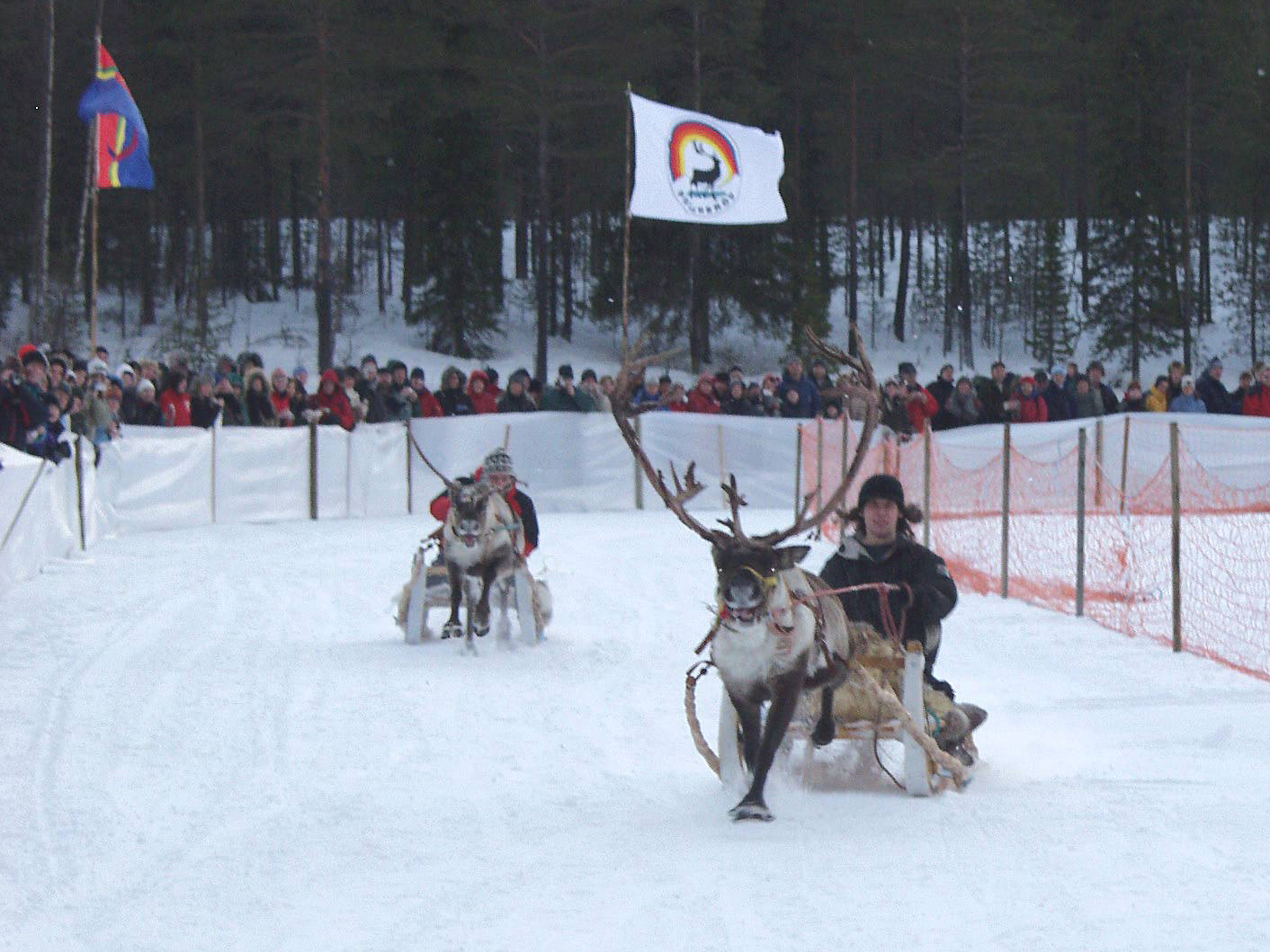
Corridas de renas
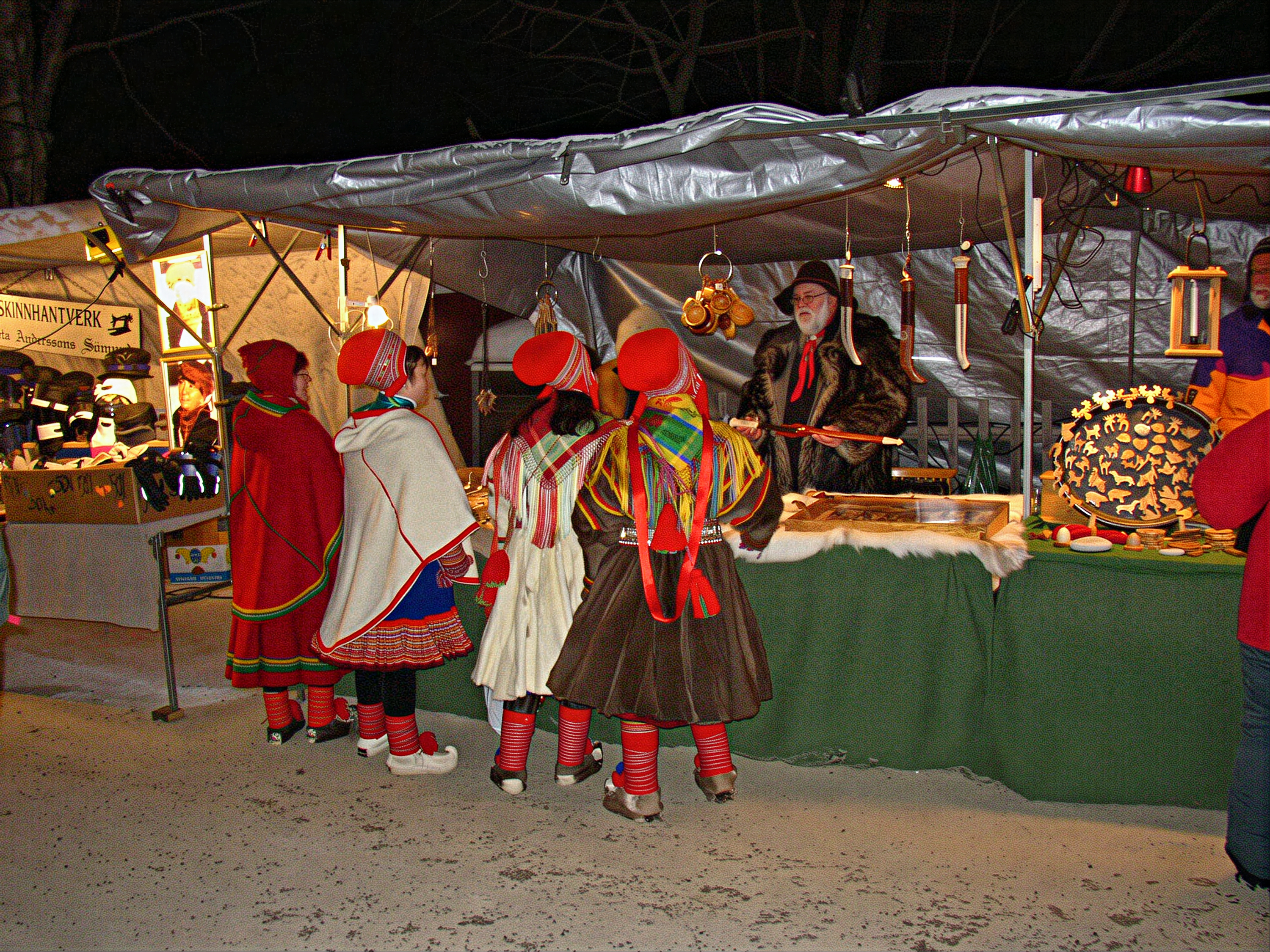
Compradores e vendedores
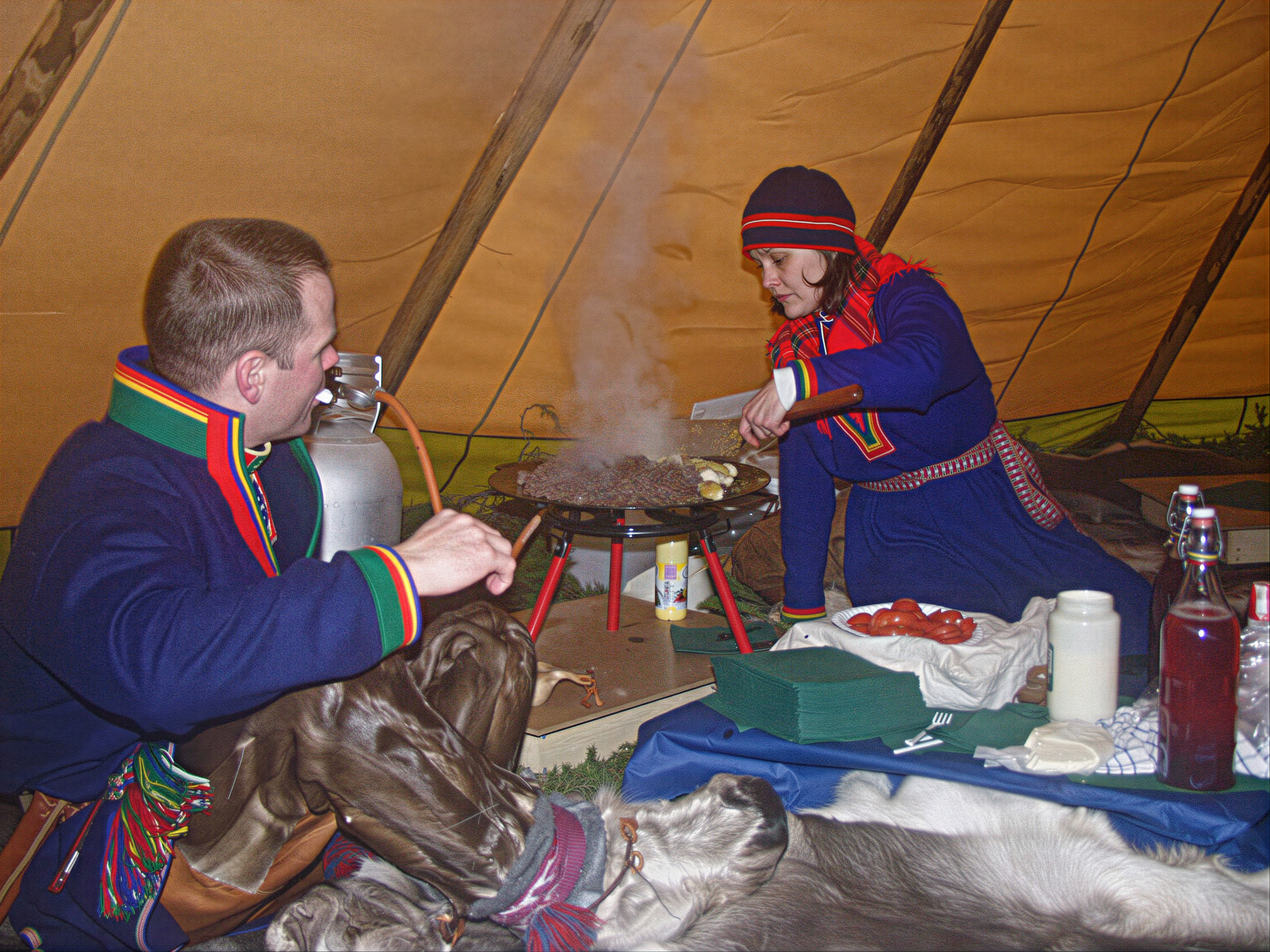
Lapões cozinhando carne de rena